# 上田善久
上田 善久（うえだ よしひさ、1951年（昭和26年）3月17日 - ）は、日本の大蔵・財務官僚、外交官。2014年（平成26年）1月28日からパラグアイ駐箚特命全権大使。

## 経歴・人物
兵庫県出身。1973年（昭和48年）9月東京大学法学部在学中に国家公務員採用上級試験（法律）に合格する。1974年（昭和49年）東大法学部を卒業して、大蔵省に入省した。配属先は主税局国際租税課。
- 1976年（昭和51年）4月 大蔵省主税局付（フランス国立行政学院留学）[2]
- 1982年（昭和57年）3月 駐コートジボワール大使館二等書記官
- 1984年（昭和59年）4月 駐コートジボワール大使館一等書記官
- 1984年（昭和59年）5月から1986年（昭和61年）6月 駐米大使館一等書記官
- 1988年（昭和63年）6月 福岡財務支局理財部長
- 1989年（平成元年）6月 大蔵省大臣官房企画官 兼 財政金融研究所研究部総括主任研究官
- 1990年（平成2年）7月 大蔵省関税局国際機関課関税企画官
- 1992年（平成4年）7月 日本輸出入銀行人事部付
- 1994年（平成6年）7月 大蔵省国際金融局国際資本課長
- 1995年（平成7年）9月 米州開発銀行駐日事務所長
- 1998年（平成10年）7月 関東財務局金融安定監理官
- 1998年（平成10年）12月 兼 関東財務局総務部長
- 1999年（平成11年）7月 神戸税関長
- 2000年（平成12年）6月 大蔵省大臣官房審議官（国際局担当）
- 2001年（平成13年）6月 米州開発銀行理事
- 2005年（平成17年）5月 辞職
- 2005年（平成17年）6月から2010年（平成22年）3月 独立行政法人国際協力機構理事
- 2006年（平成18年）6月から2011年（平成23年）4月 財団法人アジア人口開発協会非常勤理事
- 2010年（平成22年）5月から2013年（平成25年）3月 米州開発銀行アジア事務所長
- 2011年（平成23年）4月から2014年（平成26年）2月 公益財団法人アジア人口開発協会非常勤評議員
- 2012年（平成24年）6月から2014年（平成26年）2月 社団法人ラテンアメリカ協会理事
- 2014年（平成26年）1月28日（3月着任） パラグアイ駐箚特命全権大使[3][4]
- 2017年（平成29年）9月1日 上田八木短資特別顧問、色川法律事務所客員弁護士[5]
- 2021年（令和3年）4月 瑞宝中綬章受章[6]。

## 同期
- 杉本和行（13年公正取引委員長・08年財務事務次官）
- 丹呉泰健（09年財務事務次官）
- 石井道遠（11年東日本銀行頭取・08年国税庁長官・06年財務省主税局長）